# Association du cinéma indépendant pour sa diffusion
Pour les articles homonymes, voir ACID.
L'Association du cinéma indépendant pour sa diffusion (ACID ou Acid) est une association de cinéastes défendant le cinéma indépendant. Elle soutient la diffusion en salles de films indépendants et œuvre à la rencontre entre ces films, leurs auteurs et le public. La force du travail de l’ACID repose sur son idée fondatrice : le soutien par des cinéastes de films d’autres cinéastes, français ou étrangers. Chaque année, les cinéastes de l’ACID accompagnent une trentaine de longs métrages, fictions et documentaires, dans plus de 200 salles indépendantes et dans les festivals en France et à l’étranger.
Parallèlement à la promotion des films auprès des programmateurs de salles, au tirage de copies supplémentaires et à l’édition de documents d’accompagnement, l’ACID renforce la visibilité de ces films par l’organisation de débats, lectures de scénarios, concerts, dans des salles françaises, des festivals et des lieux partenaires à l’étranger. Afin d’offrir une vitrine aux jeunes talents, l’ACID est également présente depuis 1993 au Festival de Cannes avec une programmation parallèle de 9 films pour la plupart sans distributeur.

## Historique
En 1991, 180 cinéastes français signent un manifeste intitulé « Résister » écrit par Luc Béraud, Claudine Bories, Jean-Pierre Gallepe, Serge Le Péron, Gérard Mordillat et Jean-Pierre Thornpour la défense du cinéma indépendant. Le texte indique : « Il s’agit donc pour les cinéastes de résister, de ne pas se laisser imposer une morale qui n’est pas la leur : une morale qui ne pense qu’en termes de classement, de hiérarchie, d’exclusion, d’argent. Depuis toujours dans le cinéma français la marge et le centre sont intimement liés, indissociables. Toucher l’un, c’est atteindre l’autre. Henri Langlois avait fondé sa morale sur l’idée que "tous les films sont égaux". Il n’en est pas d’autre qui vaille. Il s’agit donc pour les cinéastes de résister. Résister en donnant une vraie chance à tous les films d’être vus. »
En 1992, les cinéastes signataires du manifeste décident de fonder une structure pour créer un lien entre eux, les distributeurs, les exploitants et les spectateurs, dans l'optique d’aider des films indépendants à atteindre leur public : ce sera l'ACID, une association loi de 1901. L’agence signe en août une convention avec le CNC et un accord avec l’Agence du développement régional pour le cinéma (ADRC), qui finance des copies pour diffuser des films en province (quatre films, avec une copie par film pour dix salles). L’ACID fait des déplacements en régions et contacte les exploitants pour organiser des projections de prévisionnement, et en faisant venir auteurs, réalisateurs et comédiens. Les films sélectionnés sont ceux sortent toujours sur moins de 40 copies.
Les premiers films soutenus sont La Petite Amie d’Antonio de Manuel Poirier et Parfois trop d'amour de Lucas Belvaux. L'association participe aux tables rondes sur la distribution et l’exploitation avec Association des cinéastes documentaristes (ADDOC), l'Association française des cinémas d'art et d'essai (AFCAE), l'ARP, le Groupement national des cinémas de recherche (GNCR), la PROCIREP ou encore la SACD.
En novembre 1993 l'ACID participe pour la première fois au Festival de Cannes, en proposant sept projections de films. Les années suivantes ce nombre monte à 10. L'association met aussi en place une « chaîne » de salles indépendantes dans Paris qui hébergent chaque mois des rendez-vous : d'abord au République chaque lundi (du 22 novembre 1993 au 28 octobre 1997), puis à la Vidéothèque de Paris un jeudi sur deux (du 15 janvier 1998 au 25 juin 1998) ensuite à l’Espace Saint-Michel, le deuxième lundi de chaque mois. À chaque fois un réalisateur présente le travail d'un autre réalisateur, et la projection est précédée d'un court-métrage et suivie d'un débat avec l'équipe du film.
Au fil du temps l'ACID a noué un partenariat avec plus de 350 cinémas art et essai qui programment ses films. Chaque année elle organise près de 400 événements (rencontres, ciné-concerts, ateliers...). Un programme « réseau de spectateurs » permet à ces derniers de soutenir à leur tours des films en salles. L'ACID organise également des projections avec des festivals, lieux culturels ou universités en France et à travers le monde.
À sa création l’action de l'association était concentrée sur les villes petites et moyennes ; au fil du temps elle s'est élargie aux grandes villes car l'accès des films indépendants aux salles s'y est dégradé.
En 2012, une rétrospective des films ACID est organisée par la Cinémathèque française.

## Parmi les membres actifs
(Membres ou anciens membres du Bureau)
- Stéphane Arnoux
- Joël Brisse
- Béatrice Champanier
- Christophe Cognet
- Philippe Fernandez
- Aurélia Georges
- Éric Guirado
- Hélène Milano
- Gilles Porte
- Frédéric Ramade
- Clément Schneider
- Pierre Schoeller
- Reza Serkanian
- Marie Vermillard

### Présidence
- 1997 : Jean-Henri Roger
- 1998 - 1999 : Serge Le Péron
- 2000 - 2001 : Yamina Benguigui et Christophe Loizillon
- 2002 - 2003 : Arnaud Dommerc et Marie Vermillard
- 2004 - 2005 : Charles Castella et Marie Vermillard
- 2006 : Pascal Deux
- 2007 - 2008 : Dominique Boccarossa et Pascal Deux
- 2009 - 2010 : Aurélia Georges et Gilles Porte
- 2011 : Gilles Porte et Mariana Otero
- 2012 : Stéphane Arnoux et Mariana Otero
- 2013 : Aurélia Georges et Frédéric Ramade
- 2014 : Emmanuel Gras et Frédéric Ramade
- 2015 : Jean-Baptiste Germain et Emmanuel Gras
- 2016 : Jean-Baptiste Germain et Frédéric Ramade
- 2017 : Fabianny Deschamps et Régis Sauder
- 2018 : Régis Sauder et Idir Serghine
- 2019 : Hélène Milano, Régis Sauder et Idir Serghine
- 2020 : Hélène Milano et Idir Serghine
- 2022 : Pascale Hannoyer et Clément Schneider
- 2024 : Diego Governatori et Laure Vermeersch

## Sélections au festival de Cannes
- Source[8]

### 1993
- Les Romantiques de Christian Zarifian
- De force avec d'autres de Simon Reggiani
- Parfois trop d'amour de Lucas Belvaux
- L'argent fait le bonheur de Robert Guédiguian
- Romamor (Lettre filmée berlinoise) de Joseph Morder
- Sauve et protège d'Alexandre Sokourov

### 1994
- Péché véniel...péché mortel de Pomme Meffre
- En compagnie d'Antonin Artaud de Gérard Mordillat
- Attendre le navire d'Alain Raoust
- Déjà s'envole la fleur maigre de Paul Meyer
- Hexagone de Malik Chibane
- À la belle étoile d'Antoine Desrosières
- Point de départ de Robert Kramer
- Ma sœur chinoise d'Alain Mazars
- Travolta et moi de Patricia Mazuy
- Nous, les enfants du XXe siècle de Vitali Kanevski

### 1995
- À la vie, à la mort ! de Robert Guédiguian
- La Roue de Morshedul Islam
- Emmène-moi de Michel Spinosa
- … à la campagne de Manuel Poirier
- Rosine de Christine Carrière
- Circuit Carole d'Emmanuelle Cuau
- La vie est immense et pleine de dangers de Denis Gheerbrant
- Souviens-toi de moi de Zaïda Ghorab-Volta
- La Croisade d'Anne Buridan de Judith Cahen
- Coûte que coûte de Claire Simon
- Pages cachées d'Alexandre Sokourov

### 1996
- Muriel fait le désespoir de ses parents de Philippe Faucon
- L'Âge des possibles de Pascale Ferran
- Un animal, des animaux de Nicolas Philibert
- Rome désolée de Vincent Dieutre
- Le Complexe de Toulon de Jean-Claude Biette
- Dieu sait quoi de Jean-Daniel Pollet
- Le Dernier des Pélicans de Marco Pico
- Walk the Walk de Robert Kramer

### 1997
- L'Amitié de Serge Bozon
- Demain et encore demain, journal 1995 de Dominique Cabrera
- La Vie sauve d'Alain Raoust
- Familles, je vous hais de Bruno Bontzolakis
- C'est la tangente que je préfère de Charlotte Silvera
- Kaïrat de Darezhan Omirbaev
- Le Silence de Rak de Christophe Loizillon
- Faire kiffer les anges de Jean-Pierre Thorn
- Mes dix-sept ans de Philippe Faucon
- Sur la plage de Belfast de Henri-François Imbert

### 1998
- Solo tu d'Anne Benhaïem et Arnaud Dommerc
- Fin d'été d'Arnaud et Jean-Marie Larrieu
- La vie est dure nous aussi de Charles Castella
- Plus qu'hier moins que demain de Laurent Achard
- Grands comme le monde de Denis Gheerbrant
- Je suis vivante et je vous aime de Roger Kahane
- Tunisiennes (Bentfamilia) de Nouri Bouzid
- Pas vu pas pris de Pierre Carles
- D'une brousse à l'autre de Jacques Kébadian
- Silmandé (Tourbillon) de Pierre S. Yaméogo

### 1999
- L'Arche de Noé de Philippe Ramos
- Doulaye, une saison des pluies de Henri-François Imbert
- Monsieur contre Madame de Claudine Bories
- Beyrouth Fantôme de Ghassan Salhab
- Superlove de Jean-Claude Janer
- Calino Maneige de Jean-Patrick Lebel
- Paddy de Gérard Mordillat
- Qui sait ? de Nicolas Philibert
- Dernières vacances d'Amir Karakoulov
- Les Étrangers de Philippe Faucon

### 2000
- Paris, mon petit corps est bien las de ce grand monde de Franssou Prenant
- Leçons de ténèbres de Vincent Dieutre
- Bleu le ciel de Dominique Boccarossa
- Banqueroute d'Antoine Desrosières
- Micheline de Luc Leclerc du Sablon
- Le Pont du trieur  de Charles de Meaux et Philippe Parreno / Stanwix
- Monsieur Zwilling et madame Zuckermann de Volker Koepp
- Durruti, portrait d'un anarchiste de Jean-Louis Comolli et Ginette Lavigne
- Rose Mafia de Jon Carnoy

### 2001
- Le Passage des bêtes de Renaud Fély
- Paris XY de Zeka Laplaine
- Le Rat de Christophe Ali et Nicolas Bonilauri
- Le Fils de Jean-Claude Videau de Frédéric Videau
- Candidature d'Emmanuel Bourdieu
- L'Afrance d'Alain Gomis
- Freestyle de Caroline Chomienne
- Séparées de Sophie Bredier et Myriam Aziza
- L'Adolescent de Pierre Léon

### 2002
- Le Moindre Geste de Fernand Deligny, Josée Manenti et Jean-Pierre Daniel
- Les jours où je n'existe pas de Jean-Charles Fitoussi
- Shimkent Hotel de Charles de Meaux
- Jours tranquilles à Sarajevo de François Lunel
- Sibérie, la dernière nuit d'Oren Nataf
- Un costume trois-pièces d'Inês de Medeiros
- Le Voyage express au Mans d'Annette Dutertre
- À la vitesse d'un cheval au galop de Darielle Tillon
- Lulu de Jean-Henri Roger
- Août, avant l'explosion d'Avi Mograbi
- Ma caméra et moi de Christophe Loizillon

### 2003
- La Raison du plus fort de Patric Jean
- Dix-sept ans de Didier Nion
- Les Sucriers de Colleville d'Ariane Doublet
- Noble Art de Pascal Deux
- Mon voyage d'hiver de Vincent Dieutre
- On n'est pas des marques de vélo de Jean-Pierre Thorn
- La Vie nue de Dominique Boccarossa
- Fotograf de Kazim Öz
- Zéro défaut de Pierre Schoeller
- Mods de Serge Bozon
- Chronique d'un siège de Samir Abdallah

### 2004
- Blonde et Brune de Christine Dory
- La Fragile Armada de Jacques Kébadian
- Mystification ou l'histoire des portraits de Sandrine Rinaldi
- Doo Wop de David Lanzmann
- Quand la mer monte... de Gilles Porte et Yolande Moreau
- Un fils d'Amal Bedjaoui
- Après, un voyage dans le Rwanda de Denis Gheerbrant
- Des épaules solides d'Ursula Meier
- Ne faites pas de cinéma d'Oren Nataf

### 2005
- El cantor de Joseph Morder
- Oublier Cheyenne de Valérie Minetto
- Secteur 545 de Pierre Creton
- Odessa... Odessa ! de Michale Boganim
- L'Enfant endormi de Yasmine Kassari
- Massaker de Nina Menkes, Lokman Slim, Monika Borgmann et Hermann Theissen
- Blush de Wim Vandekeybus
- L'Amour à la mer de Guy Gilles
- Alimentation générale de Chantal Briet

### 2006
- Cantique des cantiques de Josh Appignanesi
- Petites Révélations de Marie Vermillard
- Les femmes du Mont Ararat d'Erwann Briand
- Voyage en sol majeur de Georgi Lazarevski
- Archipel des amours de Jean-Claude Guiguet
- Ça m'est égal si demain n'arrive pas de Guillaume Malandrin
- Allez, Yallah ! de Jean-Pierre Thorn
- Babooska de Rainer Frimmer et Tizza Covi
- Horezon de Pascale Bodet

### 2007
- Dernière saison (Combalimon) de Raphaël Mathié
- Des trous dans la tête de Guy Maddin
- Rêves de poussière de Laurent Salgues
- La Part animale de Sébastien Jaudeau
- Sur ma ligne de Rachid Djaïdani
- L'Homme qui marche d'Aurélia Georges
- Les Ballets de ci de là d'Alain Platel
- So long my heart d'Olivier Paulus et Stefan Hillebrand
- Prisonniers de Beckett de Michka Saäl

### 2008
- Chrigu : Chronique d'une vie éclairée de Christian Ziörjen et Jan Gassmann
- Léger tremblement du paysage de Philippe Fernandez
- Je suis Titov Veles de Téona Mitevska
- Mange, ceci est mon corps de Michelange Quay
- Kommunalka de Françoise Huguier
- Gugara d'Andrzej Dybczak et Jacek Naglowski
- 10+4 de Mania Akbari
- Trans# de Jin Ly
- No London Today de Delphine Deloget
- Le Loup blanc de Pierre-Luc Granjon (court-métrage)
- Bientôt j'arrête de Léa Fazer (court-métrage)
- Welcome to White Chapel District de Marie Vieillevie (court-métrage)
- Eût-elle été criminelle... de Jean-Gabriel Périot (court-métrage)
- Skhizein de Jérémy Clapin (court-métrage)
- L'Amertume du chocolat de Lucile Chaufour (court-métrage)
- Kamel s'est suicidé six fois, son père est mort de Soufiane Adel (court-métrage)

### 2009
- La Fille la plus heureuse du monde de Radu Jude
- Land of scarecrows de Roh Gyeong-tae
- La Vie intermédiaire de François Zabaleta
- Perpetuum mobile de Nicolas Pereda
- Sombras (les ombres) d'Oriol Canals
- Bad boys cellule 425 de Janusz Mrozowski
- Thomas de Miika Soini
- Avant-poste d'Emmanuel Parraud
- Themis de Marco Gastine
- Colchique de Jean-Luc Gréco et Catherine Buffat (court-métrage)
- C'est plutôt genre Johnny Walker d'Olivier Babinet (court-métrage)
- Ébullition d'Anne Toussaint (court-métrage)
- Je criais contre la vie, ou pour elle de Vergine Keaton (court-métrage)
- Yulia d'Antoine Arditti (court-métrage)
- L'Enclave de Jacky Goldberg (court-métrage)
- Dahomay de Jean-Baptiste Germain (court-métrage)

### 2010
- Donoma de Djinn Carrénard
- Entre nos mains de Mariana Otero
- Fix ME de Raed Andoni
- La Vie au ranch de Sophie Letourneur
- Poursuite de Marina Déak
- Robert Mitchum est mort d'Olivier Babinet et Fred Kihn
- The drifter de Tatjana Turanskyj
- 108 (cuchillo de palo) de Renate Costa
- Fleurs du mal de David Dusa
- La Dame au chien de Damien Manivel (court-métrage)
- French roast de Fabrice O. Joubert (court-métrage)
- On bosse ici ! On vit ici ! On reste ici ! du Collectif des cinéastes pour les « sans papiers » (court-métrage)

### 2011
- Rue des cités de Carine May et Hakim Zouhani
- Palazzo delle aquile de Stefano Savona, Alessia Porto et Ester Sparatore
- Noces éphémères de Reza Serkanian
- Bovines d'Emmanuel Gras
- Goodnight Nobody de Jacqueline Zünd
- Rives d'Armel Hostiou
- Black Blood de Miaoyan Zhang
- Les Vieux Chats de Sebastián Silva et Pedro Peirano
- Le Grand'Tour de Jérôme le Maire
- Pandore de Virgil Vernier en collaboration avec Ilan Klipper (court-métrage)
- Dancing Odéon de Kathy Sebbah (court-métrage)

### 2012
- Casa Nostra de Nathan Nicholovitch
- The End de Hicham Lasri
- Ini Avan, celui qui revient d'Asoka Handagama
- Noor de Cagla Zenciri et Guillaume Giovanetti
- Room 514 de Sharon Bar-Ziv
- Sharqiya d'Ami Livne
- Stalingrad Lovers de Fleur Albert
- La Tête la première d'Amélie van Elmbt
- La Vierge, les Coptes et moi... de Namir Abdel Messeeh

### 2013
- La Bataille de Solférino de Justine Triet
- Au bord du monde de Claus Drexel
- C'est eux les chiens... de Hicham Lasri
- L'Étrange Petit Chat de Ramon Zürcher
- Grandir de Dominique Cabrera
- Wajma de Barmak Akram
- Swandown d'Andrew Kötting
- Deux automnes trois hivers de Sébastien Betbeder
- Braddock America de Jean-Loïc Portron et Gabriella Kessler

### 2014
- Le Challat de Tunis de Kaouther Ben Hania
- Brooklyn de Pascal Tessaud
- Les Règles du jeu de Claudine Bories et Patrice Chagnard
- New Territories de Fabianny Deschamps
- Qui vive de Marianne Tardieu
- Zaneta (Cesta Ven / Je m'en sortirai) de Petr Václav
- Mercuriales de Virgil Vernier
- Spartacus & Cassandra de Ioanis Nuguet
- La Fille et le Fleuve d'Aurélia Georges

### 2015
- Je suis le peuple d'Anna Roussillon
- Volta à terra de Joao Pedro Placido
- Crache cœur de Julia Kowalski
- Les Secrets des autres de Patrick Wang
- La Vanité de Lionel Baier
- Gaz de France de Benoît Forgeard
- Pauline s'arrache d'Émilie Brisavoine
- Avant l'aurore de Nathan Nicholovitch
- Cosmodrama de Philippe Fernandez

### 2016
- La Jeune Fille sans mains de Sébastien Laudenbach
- Le Parc de Damien Manivel
- Le Voyage au Groenland de Sébastien Betbeder
- Tombé du ciel de Wissam Charaf
- Madame B, histoire d'une Nord-Coréenne de Jéro Yun
- Sac la mort d'Emmanuel Parraud
- Swagger d'Olivier Babinet
- Isola de Fabianny Deschamps
- Willy 1er de Ludovic Boukherma, Zoran Boukherma, Marielle Gautier et Hugo P. Thomas

### 2017
- Avant la fin de l'été de Maryam Goormaghtigh
- Sans adieu de Christophe Agou
- Le Rire de Madame Lin (Last Laugh) de Zhang Tao
- Belinda de Marie Dumora
- Coby de Christian Sonderegger
- Kiss and cry de Chloé Mahieu et Lila Pinell
- L'Assemblée de Mariana Otero
- Les Destinées d'Asher (Scaffolding) de Matan Yair
- Pour le réconfort de Vincent Macaigne
- Le Ciel étoilé au-dessus de ma tête d'Ilan Klipper
- Requiem pour Madame J. de Bojan Vuletic (Acid Trip #1 : Serbie)
- Humidity de Nikola Ljuca (Acid Trip #1 : Serbie)
- Programme courts métrages Acid Trip[9]

### 2018
- Cassandro the Exotico ! de Marie Losier
- Un violent désir de bonheur de Clément Schneider
- Dans la terrible jungle (In the mighty jungle) de Caroline Capelle et Ombline Ley
- Seule à mon mariage de Marta Bergman
- Bad bad winter d'Olga Korotko
- Il se passe quelque chose d'Anne Alix
- L'Amour debout de Michaël Dacheux
- Thunder Road de Jim Cummings
- Nous les coyotes de Hanna Ladoul et Marco La Via
- Contre ton cœur de Teresa Villaverde (Acid Trip #2 : Portugal)
- Terra Franca de Leonor Teles (Acid Trip #2 : Portugal)
- Verao Danadao de Pedro Cabeleira (Acid Trip #2 : Portugal)
- Reprise de Hervé Le Roux (séance spéciale)
- Avant l'aurore de Nathan Nicholovitch (séance spéciale)

### 2019
- L'Angle mort de Pierre Trividic et Patrick Mario Bernard
- Des hommes d'Alice Odiot et Jean-Robert Viallet
- Indianara de Marcelo Barbosa et Aude Chevalier-Beaumel
- Kongo de Hadrien La Vapeur et Corto Vaclav
- Mickey and the Bear d'Annabelle Attanasio
- Rêves de jeunesse d'Alain Raoust
- Solo d'Artemio Benki
- Take Me Somewhere Nice d'Ena Sendijarević
- Vif-Argent de Stéphane Batut
- Brève histoire de la planète verte de Santiago Loza (Acid Trip #3 : Argentine)
- Las Vegas de Juan Villegas (Acid Trip #3 : Argentine)
- Sangre blanca de Barbara Sarasola-Day (Acid Trip #3 : Argentine)

### 2020
- Les Affluents de Jessé Miceli
- Funambules d'Ilan Klipper
- Les Graines que l'on sème de Nathan Nicholovitch
- Il mio corpo de Michele Pennetta
- The Last Hillbilly de Diane Sara Bouzgarrou et Thomas Jenkoe
- Loin de vous j'ai grandi de Marie Dumora
- Si le vent tombe de Nora
- La Última Primavera d'Isabel Lamberti
- Walden de Bojena Horackova

### 2021
- Aya de Simon Coulibaly Gillard
- I Comete de Pascal Tagnati
- Down with the King de Diego Ongaro
- Little Palestine, journal d'un siège de Abdallah Al-Khatib
- Ghost Song de Nicolas Peduzzi
- Municipale de Thomas Paulot
- Soy libre de Laure Portier
- Vedette de Claudine Bories et Patrice Chagnard
- Vénus sur la rive de Lin Wang

### 2022
- 99 Moons de Jan Gassmann
- Atlantic Bar de Fanny Molins
- La Colline de Denis Gheerbrant et Lina Tsrimova
- Grand Paris de Martin Jauvat
- How to save a Dead Friend de Marusya Syroechkovskaya
- Jacky Caillou de Lucas Delangle
- Magdala de Damien Manivel
- Polaris d'Ainara Vera
- Yamabuki de Juichiro Yamasaki

### 2023
- Caitie Blues de Justine Harbonnier
- Dreaming in Between de Ryutaro Nynomiya
- Etat Limite de Nicolas Peduzzi
- In the rearview de Maciek Hamela
- Laissez-moi de Maxime Rappaz
- Linda veut du poulet de Chiara Malta et Sébastien Laudenbach
- Machtat de Sonia Ben Slama
- La Mer et ses vagues de Liana & Renaud
- Nome de Sana Na N'Hada

### 2024
- Ce n'est qu'un au revoir de Guillaume Brac
- Château Rouge de Hélène Milano
- Fotogenico de Marcia Romano et Benoît Sabatier
- In Retreat de Maisam Ali
- It doesn't matter de Josh Mond
- Kyuka - Avant la fin de l'été de Kostis Charamountanis
- Mi Bestia de Camila Beltrán
- Moi, ma mère et les autres de Iair Said
- Un pays en flammes de Mona Convert

### 2025
- L'aventura de Sophie Letourneur
- La Couleuvre noire d'Aurélien Vernhes-Lermusiaux
- Drunken Noodles de Lucio Castro
- Entroncamento de Pedro Cabeleira
- Laurent dans le vent d'Anton Balekdjian, Léo Couture et Mattéo Eustachon
- A Light That Never Goes Out de Lauri-Matti Parppei
- Nuit obscure – « Ain't I a Child? » de Sylvain George
- Put Your Soul on Your Hand and Walk de Sepideh Farsi
- La Vie après Siham de Namir Abdel Messeeh